# سكيثيا الصغرى
سكيثيا الصغرى أو سكيثيا الأدنى ( اليونانية :  ، Mikra Skythia ) كانت في العصور القديمة منطقة محاطة بالدانوب من الشمال والغرب وبالبحر الأسود من الشرق، تقريبًا تقارب دبروجة حاليًا، مع جزء في رومانيا وجزء في بلغاريا.
بحلول القرن السابع قبل الميلاد، كان هناك العديد من المستعمرات اليونانية على شاطئ البحر الأسود، وتشير أقدم التقارير اليونانية المكتوبة إلى أنها كانت مسكونة بالتراقيين، بالتحديد الغيتيون ثم الداتشيون. شهدت المنطقة أيضًا لاحقا غزوات سلتية وسكيثيانية. لفترة كانت جزءًا من مملكة داتشيا، ثم غزتها الإمبراطورية الرومانية، وأصبحت جزءًا من مقاطعة مويسيا الأدنى. فُصِلَت عن مويسيا في إصلاحات دقلديانوس لتصبح مقاطعة مستقلة لسكيثيا، وجزء من أبرشية تراسيا. بعد تقسيم الإمبراطورية عام 395، احتفظت الإمبراطورية البيزنطية بالمقاطعة حتى ضمها البلغار بعد معركة أونجال.
في نقش يعود للقرن الثاني قبل الميلاد يسجل مرسوم من هستريا [الإنجليزية] تكريم أجاثوكليس (Agathocles)، وفيه ذُكِرت المنطقة باسم سكيثيا. أقدم استخدام لاسم سكيثيا الأدنى ( Mikra Skythia ) ذُكِرَ في نهاية القرن الأول قبل الميلاد في جغرافيا سترابو.

## روابط خارجية
- Greek Wikisource has original text related to this article: Στράβων
- Geography (Loeb Classical Library, H. L. Jones translation)
- Biography of Strabo
- The History of Herodotus, at The Internet Classics Archive (translation by George Rawlinson).